# 13. Budapesti Nemzetközi Cirkuszfesztivál
A 13. Budapesti Nemzetközi Cirkuszfesztivál (angolul: 13th International Circus Festival of Budapest) 2020. január 8. és 13. között került megrendezésre Budapesten, a Fővárosi Nagycirkuszban. Az „A” műsorra január 8-án és 12-én, a „B” műsorra január 9-én és 11-én került sor, míg a gálaműsort január 13-án tartották.
A produkciók jelentkezési határideje 2019. augusztus 31. volt. Október végén kezdték meg a jegyek árusítását a fesztivál előadásaira.
A nemzetközi seregszemlét a Fesztivál Plusz – Varázslatos győztesek című előadás követte, amely 2020. január 18. és március 15. között, hetente nyolc alkalommal volt látható a Fővárosi Nagycirkusz porondján.

## A fesztivál programja
| Dátum                      | Időpont | Program                        |
| -------------------------- | ------- | ------------------------------ |
| 2020. január 8., szerda    | 19:00   | „A” műsor                      |
| 2020. január 9., csütörtök | 19:00   | „B” műsor                      |
| 2020. január 10., péntek   | 13:00   | Newcomer Show                  |
| 2020. január 10., péntek   | 22:00   | Lyrical Circus Late-Night Show |
| 2020. január 11., szombat  | 11:00   | „B” műsor                      |
| 2020. január 11., szombat  | 19:00   | „B” műsor                      |
| 2020. január 12., vasárnap | 11:00   | „A” műsor                      |
| 2020. január 12., vasárnap | 15:00   | „A” műsor                      |
| 2020. január 13., hétfő    | 19:00   | Gálaműsor (díjátadóval)        |

## A zsűri tagjai
A versenyzők produkcióját egy nemzetközi, szakmai zsűri értékelte. A zsűri tagjai a világ jelentős cirkuszainak és varietéinek vezetői voltak.
A nemzetközi, szakmai zsűri tagjai:
- Peter Dubinsky – a zsűri elnöke, a Firebird Productions tulajdonosa (USA)
- Fabio Montico – a Olaszországi Nemzetközi Cirkuszfesztivál elnöke (Olaszország)
- Gia Eradze – az Orosz Állami Cirkusz Vállalat művészeti és színpadi igazgatója (Oroszország)
- Joseph Bouglione – a Cirque d’Hiver Bouglione elnöke és vezérigazgatója (Franciaország)
- Maria Teresa Chirinos Versace – a Podartes Perú cirkuszi producere és igazgatója (Peru)
- Endrész László – a Blackpool Tower Circus producere és igazgatója (Egyesült Királyság)
- Pavel Kotov – a Cirque du Soleil senior casting direktora (Kanada)
- Sun Lili – a Kínai Nemzeti Akrobatacsoport kreatív igazgatója és a Pekingi Akrobataiskola művészeti igazgatója (Kína)
- Vladimir Shaban – a Fehérorosz Állami Cirkusz igazgatója (Fehéroroszország)
- Vladislav Kornienko – az Ukrán Nemzeti Cirkusz főigazgatója (Ukrajna)
- Mata Zsuzsanna – a Fédération Mondiale du Cirque ügyvezető igazgatója (Magyarország)

A Budapesti Nemzetközi Cirkuszfesztivál egyik különlegessége, a magyarországi utazócirkuszok igazgatói egy külön zsűrit alkotnak, akik szintén díjazzák az általuk legjobbnak ítélt artistaművészeket. A magyar cirkuszigazgatók zsűrijének elnöke Eötvös Loránd, a Magyar Cirkuszigazgatók Szövetségének elnöke, az Eötvös Cirkusz igazgatója volt. A zsűri tagjai: Ádám Krisztina, a Budapest Utazó Cirkusz igazgatója, Richter Richárd, a Circus Richter Ricardo igazgatója, Kraj Edwárd, a Horror Cirkusz igazgatója, Varga Krisztián, a Las Vegas Vargas Cirkusz igazgatója, Wertheim István, a Wertheim Cirkusz igazgatója és Varga Robert Vargas, az Americano Vargas Cirkusz igazgatója voltak.
A zsűri tagjai mellett többek között
Tatiana Zapashnaia – a Moszkvai Állami Nagycirkusz igazgatóhelyettese (Oroszország),
Ruan Min – a Chimelong Group Szórakoztatási Osztályának vezérigazgatói senior asszisztense és a Flag Art Troupe of China igazgatója (Kína),
Maria Jernström – a Sirkus Finlandia társulat tagja és az Európai Cirkuszművészeti Szövetség (ECA) igazgatósági tagja (Finnország),
Slava Nushinksi – a Dorato Circus vezérigazgatója (Izrael),
Carmen Lupascu Rhodin – a Cirkus Brazil Jack igazgatója (Svédország),
Henk van der Meijden és Elisa van der Meijden – a Stardust Circus International igazgatója és casting igazgatója (Hollandia),
Ramon Vazquez – a Circo Hermanos Vazquez igazgatója (USA),
Donnert Sándor – a Donnert Agency igazgatója (Egyesült Királyság),
Helmut Grosscurth – az ECA ügyvezető igazgatója (Németország),
Yerik Zholzhaksynov – az Asztanai Nagycirkusz főigazgatója (Kazahsztán),
Dmitry Chernov – a Chernov Creation producere (Oroszország),
Murad Abdullaev – cirkuszi rendező és producer (Oroszország),
Frank Keller – az ECA igazgatósági tagja és a Circus Krone casting igazgatója (Németország),
Ian Jenkins – az Europa-Park casting és projektfejlesztési igazgatója (Németország),
Yakov M. Lobovich – a Gomeli Állami Cirkusz vezérigazgatója (Fehéroroszország),
Frans Cuijpers – az ECA kincstárnoka (Hollandia),
Francesco Mocellin – az ECA igazgatósági tagja (Olaszország),
Dirk Kuik – az ECA titkára és a Planet Circus Service GmbH ügyvezető igazgatója (Németország),
Alketa Haxiu – az Albán Nemzeti Cirkusz igazgatója (Albánia),
John Le Mare – a Fédération Mondiale du Cirque alapító igazgatója (Ausztrália) és 
Renate Maria Wasdrack – a Les Artistes ügyvezető igazgatója (Németország)
is jelen volt a fesztiválon.

## A résztvevők
Először vett részt etióp produkció a versenyen. Az országot a Trio Black Diamond formáció képviselte gúlaszámukkal az „A” műsorban.
A legtöbb versenyzőt Oroszország indította, összesen kilencet.
A Fővárosi Nagycirkusz 2019. október 12. és december 31. között futott Hófödte álom című előadásának néhány fellépője is lehetőséget kapott a fesztiválon való szereplésre: az „A” műsorban szerepelt az ukrán Equivokee bohóctrió, az orosz Yakut Boys akrobatikus kínai karikaszámukkal, a szintén orosz Virtuoso 5 lengőpiedesztál-számukkal és a Trio Attar kínai zsonglőrtrió. A Nagycirkuszban minden adott az artistaművészek számára ahhoz, hogy a már meglévő számaikat továbbfejlesszék. Így volt ez az intézmény téli műsorában fellépő Jakutföldi Gyémánt Cirkusz művészeivel, a The Arctic Light (Yakut Girls) csoport kaucsukszámával is, akik továbbfejlesztett produkciójukkal mérettettek meg a rangos eseményen.
Ezúttal, Magyarországot négy produkció is képviselte a versenyprogramban. Az „A” műsorban léptek fel a Baross Imre Artistaképző Intézet Előadó-művészeti Szakgimnázium diákjai: a Szabó Kíra és Terebesi Tamás alkotta Duo Tessa, akik az 1930-as éveket megidéző álló sitz számukkal az előző év októberében aranyérmet nyertek a Vietnámi Nemzetközi Cirkuszfesztiválon, illetve Szlavkovszki Zsolt dupla hammock számával. A „B” műsor első magyar fellépői ifj. Richter József és felesége Merrylu Richter voltak. A nagy múltú cirkuszi dinasztiákból származó artistaművészek a 2014-ben megrendezett 10. Budapesti Nemzetközi Cirkuszfesztiválon egymás riválisai voltak, végül mindketten Arany Pierrot-díjat kaptak. Ezután ifj. Richter József a Magyar Nemzeti Cirkusz igazgatójaként leszerződtette Merrylut utazócirkuszához, majd 2016-ban összeházasodtak. A XIII. Budapest Nemzetközi Cirkuszfesztiválon az egyik közös számukat, a pas de deux-t (magyarul: balett lóháton) mutatták be, amely 2018-ban a 42. Monte-carlói Nemzetközi Cirkuszfesztiválon már Arany Bohóc-díjat nyert. A „B” versenyprogram második magyar fellépője a Duo Togni volt, melynek tagjai Antal Loretta és Daniel Togni a Fővárosi Nagycirkusz Circus Maximus című 2013-as nyári előadása alatt ismerkedtek meg egymással. 2018-ban a Cirque du Soleil társulatának tagjai voltak, 2019-ben pedig szerepeltek az America’s Got Talent tehetségkutató műsorban.
Így összesen 12 ország 31 produkciója versenyezett a tizenharmadik fesztiválon.
A fesztivál előadásainak műsorvezetői Maka Gyula, a Fővárosi Nagycirkusz konferansziéja és a sokadik generációs, híres magyar és angol cirkuszi családok leszármazottja, Kelly Endrész Bánlaki színésznő voltak, akik magyar és angol nyelven ismertették a műsorszámokat végigkísérve az egész műsort.

## A fesztivál fellépő művészei

### „A” műsor
Az „A” műsort 2020. január 8-án, szerdán 19 órakor és január 12-én, vasárnap 11 és 15 órakor mutatták be a Fővárosi Nagycirkuszban. Az előadás hossza szünettel együtt körülbelül három óra volt. A nemzetközi, szakmai zsűri tagjainak bemutatására a negyedik műsorszám után, a magyar cirkuszigazgatók zsűrijének bemutatására a kilencedik versenyszám után került sor. Az egyik műsorvezető, Kelly Endrész Bánlaki a negyedik szám előtti átszerelés alatt előadta a a Send In the Clowns, a tizenkettedik szám után a Hallelujah című dalokat. A nemzetközi, szakmai zsűri szavazatai alapján a legjobbak bekerültek a gálaműsorba. Összesen 16 produkció került bemutatásra.
| #  | Előadó                  | Szám                         | Ország                 |
| -- | ----------------------- | ---------------------------- | ---------------------- |
| 01 | Duo Vitalys             | erőemelő szám                | Peru                   |
| 02 | Duo Anastasiya          | dance trapéz                 | Fehéroroszország       |
| 03 | Equivokee               | bohócok                      | Ukrajna                |
| 04 | Duo Tessa               | álló sitz                    | Magyarország           |
| 05 | Black and White Fantasy | handstand                    | Kína                   |
| 06 | Equivokee               | bohócok                      | Ukrajna                |
| 07 | Duo Laos                | páros emelőszám              | Spanyolország          |
| 08 | Yakut Boys              | akrobatikus kínai karikaszám | Oroszország, Jakutföld |
| 09 | Virtuoso 5              | lengőpiedesztál              | Oroszország            |
| 10 | Equivokee               | bohócok                      | Ukrajna                |
| 11 | Trio Black Diamond      | gúlaszám                     | Etiópia                |
| 12 | Szlavkovszki Zsolt      | dupla hammock                | Magyarország           |
| 13 | Duo Parshins            | hangaperzs                   | Oroszország            |
| 14 | Trio Attar              | zsonglőrök                   | Kína                   |
| 15 | Equivokee               | bohócok                      | Ukrajna                |
| 16 | Alania Troupe           | dzsigit                      | Oroszország, Oszétia   |

A műsort hagyományosan a finálé zárta, ahol a fellépő művészek még egyszer felvonultak.

### „B” műsor
Az „B” műsort 2020. január 9-én, csütörtökön 19 órakor és január 11-én, szombaton 11 és 19 órakor mutatták be a Fővárosi Nagycirkuszban. Az előadás hossza szünettel együtt körülbelül három óra volt. A nemzetközi, szakmai zsűri tagjainak bemutatására a negyedik műsorszám után került sor. Az egyik műsorvezető, Kelly Endrész Bánlaki a harmadik szám előtti átszerelés alatt előadta a Purple Rain, a nyolcadik szám után a Send In the Clowns című dalokat. A harmadik produkció után a Fővárosi Nagycirkusz zenekara eljátszotta az I Got You (I Feel Good) című dalt. A nemzetközi, szakmai zsűri szavazatai alapján a legjobbak bekerültek a gálaműsorba. Összesen 15 produkció került bemutatásra.
| #  | Előadó                                 | Szám                         | Ország                     |
| -- | -------------------------------------- | ---------------------------- | -------------------------- |
| 01 | Kolev Sisters                          | duo emelőszám                | Olaszország, Bulgária      |
| 02 | Emelin & Zagorsky                      | bohócok                      | USA, Fehéroroszország      |
| 03 | Fantastic Elf                          | álló sitz                    | Oroszország                |
| 04 | Yves & Ambra                           | tissue                       | Spanyolország, Olaszország |
| 05 | Jolut Cousins                          | hulahopp lengőrúdon          | Franciaország              |
| 06 | Emelin & Zagorsky                      | bohócok                      | USA, Fehéroroszország      |
| 07 | ifj. Richter József és Merrylu Richter | pas de deux (balett lóháton) | Magyarország               |
| 08 | Evtushenko Group / MAYYA               | fliegende                    | Oroszország                |
| 09 | Emelin & Zagorsky                      | bohócok                      | USA, Fehéroroszország      |
| 10 | Yakut Girls                            | kaucsukszám                  | Oroszország, Jakutföld     |
| 11 | Kalashnikov Brothers                   | diabolo                      | Oroszország                |
| 12 | Duo Togni                              | gurtni                       | Magyarország, Olaszország  |
| 13 | Semyon Krachinov                       | zsonglőr                     | Oroszország                |
| 14 | Emelin & Zagorsky                      | bohócok                      | USA, Fehéroroszország      |
| 15 | Pagoda of Bowls                        | hand voltige vázával         | Kína                       |

A műsort hagyományosan a finálé zárta, ahol a fellépő művészek még egyszer felvonultak.

### Newcomer Show
A Newcomer Show (magyarul: Új fellépők műsora) 2020. január 10-én, pénteken 13 órakor, versenyprogramon kívül került megrendezésre. Az előadás hossza szünettel együtt körülbelül három óra volt. Összesen 17 produkció lépett fel.
Az előadás nyitóképét a Baross Imre Artistaképző Intézet Előadó-művészeti Szakgimnázium növendékei adták.
| #  | Előadó                           | Szám                      |
| -- | -------------------------------- | ------------------------- |
| 01 | Tadam csoport                    | bohócok                   |
| 02 | Varga Riko Manuel                | zsonglőr                  |
| 03 | Bakk Diána                       | rúdszám                   |
| 04 | Young Lloyds                     | komikus excentrikus       |
| 05 | Gróf Olívia                      | lábzsonglőr               |
| 06 | Varga Roberto                    | rola bola                 |
| 07 | Buda Balázs                      | gurtni                    |
| 08 | High5                            | gumiasztal álló sitz trió |
| 09 | Tadam csoport                    | bohócok                   |
| 10 | Eötvös Lorien és Eötvös Larissza | levegő karika szám        |
| 11 | Duo Simon                        | emelőszám                 |
| 12 | Tadam csoport                    | bohócok                   |
| 13 | Varga Angelika                   | ostor szám                |
| 14 | Dudás Zsolt                      | szalonzsonglőr            |
| 15 | Russnák Regina                   | rövid gurtni              |
| 16 | Tadam csoport                    | bohócok                   |
| 17 | Kánya Alex és Pfeiffer Roland    | kínai rúd                 |

A műsort hagyományosan a finálé zárta, ahol a fellépő művészek még egyszer felvonultak.

### Lyrical Circus Late-Night Show
A Lyrical Circus Late-Night Show (magyarul: Éjféli költői cirkusz) 2020. január 10-én, pénteken 22 órakor, versenyprogramon kívül került megrendezésre. Összesen 11 produkció lépett fel.
| #  | Előadó           | Szám                  | Ország       |
| -- | ---------------- | --------------------- | ------------ |
| 01 | Anton Lozovi     | horizontális zsonglőr | Oroszország  |
| 02 | Dmytro Bakhtin   | zsonglőr              | Ukrajna      |
| 03 | Nat and Jo       | kötélszám             | USA, Svájc   |
| 04 | Duo Unity        | cyr wheel             | Kanada       |
| 05 | José Valencia    | kopfstand zsonglőr    | Kolumbia     |
| 06 | Mallakhamb India | mallakhamb rúdszám    | India        |
| 07 | Alisa Shehter    | karikaszám            | Izrael       |
| 08 | Sagi Bracha      | zsonglőr              | Izrael       |
| 09 | Mandi Orozco     | kaucsuk futópadon     | USA          |
| 10 | Herczeg Richárd  | lengő kínai rúd       | Magyarország |
| 11 | Jen Bricker      | tissue                | USA          |

A műsort hagyományosan a finálé zárta, ahol a fellépő művészek még egyszer felvonultak.

### Gálaműsor
A gálaműsor 2020. január 13-án, hétfőn 19 órakor került megrendezésre. Az előadás hossza szünettel együtt körülbelül három és fél óra volt. A program az „A” és a „B” műsor, illetve a Newcomer és a Lyrical Circus Late-Night Show – a nemzetközi, szakmai zsűri által legjobbnak ítélt – fellépőiből állt össze. A nemzetközi, szakmai zsűri és a magyar cirkuszigazgatók zsűrijének bemutatására a hetedik műsorszám után került sor. Az egyik műsorvezető, Kelly Endrész Bánlaki a tizennegyedik szám előtti átszerelés alatt előadta a Hallelujah című dalt, majd a szám után a Fővárosi Nagycirkusz zenekara eljátszotta az I Got You (I Feel Good) című dalt. Összesen 17 produkció került bemutatásra.
| #  | Előadó                                 | Szám                         | Ország                     |
| -- | -------------------------------------- | ---------------------------- | -------------------------- |
| 01 | Alania Troupe                          | dzsigit                      | Oroszország, Oszétia       |
| 02 | Yves & Ambra                           | tissue                       | Spanyolország, Olaszország |
| 03 | Equivokee                              | bohócok                      | Ukrajna                    |
| 04 | Black and White Fantasy                | handstand                    | Kína                       |
| 05 | Szlavkovszki Zsolt                     | dupla hammock                | Magyarország               |
| 06 | Semyon Krachinov                       | zsonglőr                     | Oroszország                |
| 07 | Kolev Sisters                          | duo emelőszám                | Olaszország, Bulgária      |
| 08 | Virtuoso 5                             | lengőpiedesztál              | Oroszország                |
| 09 | Fantastic Elf                          | álló sitz                    | Oroszország                |
| 10 | Emelin & Zagorsky                      | bohócok                      | USA, Fehéroroszország      |
| 11 | Duo Vitalys                            | erőemelő szám                | Peru                       |
| 12 | Pagoda of Bowls                        | hand voltige vázával         | Kína                       |
| 13 | Nat and Jo                             | kötélszám                    | USA, Svájc                 |
| 14 | Jolut Cousins                          | hulahopp lengőrúdon          | Franciaország              |
| 15 | Equivokee                              | bohócok                      | Ukrajna                    |
| 16 | Alisa Shehter                          | karikaszám                   | Izrael                     |
| 17 | ifj. Richter József és Merrylu Richter | pas de deux (balett lóháton) | Magyarország               |

A műsort hagyományosan a finálé zárta, ahol a fesztivál összes fellépő művésze bevonult a porondra, majd ezután került sor a nagydíjak átadására.

## A fesztivál díjazottjai

### A versenyprogram díjazottjai
| Díj           | Nyertes                                | Ország                     | Szám                            | Átadta                                        |
| ------------- | -------------------------------------- | -------------------------- | ------------------------------- | --------------------------------------------- |
| Arany Pierrot | ifj. Richter József és Merrylu Richter | Magyarország               | pas de deux (balett lóháton)    | Fekete Péter, Peter Dubinsky                  |
| Arany Pierrot | Chinese National Acrobatic Troupe      | Kína                       | hand voltige vázával, handstand | László Endrész, dr. Borsós Beáta              |
| Ezüst Pierrot | Alania Troupe                          | Oroszország                | dzsigit                         | Maria Teresa Chirinos Versace, Richter József |
| Ezüst Pierrot | Virtuoso 5                             | Oroszország                | lengőpiedesztál                 | Mata Zsuzsa, Gyorgyevics Benedek              |
| Ezüst Pierrot | Kolev Sisters                          | Olaszország, Bulgária      | duo emelőszám                   | Fabio Montico, Kristóf István                 |
| Ezüst Pierrot | Yves & Ambra                           | Spanyolország, Olaszország | tissue                          | Graeser József, Gia Eradze                    |
| Bronz Pierrot | Semyon Krachinov                       | Oroszország                | zsonglőr                        | Sun Lili, Simet László                        |
| Bronz Pierrot | Fantastic Elf                          | Oroszország                | álló sitz                       | Vladimir Shaban, Vincze Tünde                 |
| Bronz Pierrot | Equivokee                              | Ukrajna                    | bohócok                         | Peter Dubinsky, Szabó László                  |
| Bronz Pierrot | Duo Vitalys                            | Peru                       | erőemelő szám                   | Pavel Kotov, Rippel Ferenc                    |

### A Newcomer Show díjazottjai
| Díj   | Nyertes           | Szám                      | Átadta                           |
| ----- | ----------------- | ------------------------- | -------------------------------- |
| Arany | Varga Riko Manuel | zsonglőr                  | Murad Abdullaev, Donnert Sándor  |
| Ezüst | High5             | gumiasztal álló sitz trió | Helmut Grosscurth, Kovács Balázs |
| Bronz | Russnák Regina    | rövid gurtni              | Sergej Rasgurjev, Louis Knie     |

### A Lyrical Circus Late-Night Show díjazottjai
| Díj   | Nyertes          | Ország | Szám               | Átadta                                  |
| ----- | ---------------- | ------ | ------------------ | --------------------------------------- |
| Arany | Alisa Shehter    | Izrael | karikaszám         | Gia Eradze, Kristóf Krisztián           |
| Ezüst | Duo Unity        | Kanada | cyr wheel          | Fabio Montico, Oberfrank Pál            |
| Bronz | Mallakhamb India | India  | mallakhamb rúdszám | Kovács Gábor Dénes, Vladislav Kornienko |

### Különdíjak
A fesztivál nagydíjai mellett odaítélésre kerülnek a zsűri tagjai, cirkuszigazgatók által felajánlott különdíjak is.
| Különdíj                                                                  | Nyertes                                | Szám                                      | Ország                     | Átadta                                                             |
| ------------------------------------------------------------------------- | -------------------------------------- | ----------------------------------------- | -------------------------- | ------------------------------------------------------------------ |
| A Rosgoscirk különdíja                                                    | Jen Bricker                            | tissue                                    | USA                        | Gia Eradze                                                         |
| A Fehérorosz Állami Cirkusz különdíja                                     | Jolut Cousins                          | hulahopp lengőrúdon                       | Franciaország              | Vladimir Shaban                                                    |
| Az Ukrán Nemzeti Cirkusz különdíja                                        | Szlavkovszki Zsolt                     | dupla hammock                             | Magyarország               | Vladislav Kornienko                                                |
| A Podartes Circus Perú különdíja                                          | José Valencia                          | kopfstand zsonglőr                        | Kolumbia                   | Maria Teresa Chirinos Versace                                      |
| A Cirkusz Világszövetség különdíja                                        | Trio Black Diamond                     | gúlaszám                                  | Etiópia                    | Mata Zsuzsa                                                        |
| A Firebird Productions különdíja                                          | Emelin & Zagorsky                      | bohócok                                   | USA, Fehéroroszország      | Peter Dubinsky                                                     |
| A Chinese National Acrobatic Troupe különdíja                             | Varga Roberto                          | rola bola                                 | Magyarország               | Sun Lili                                                           |
| Az Európai Cirkuszszövetség (ECA) különdja                                | Varga Riko Manuel                      | zsonglőr                                  | Magyarország               | Helmut Grosscurth                                                  |
| A Cirque d’Hiver Bouglione különdíja                                      | Yves & Ambra                           | tissue                                    | Spanyolország, Olaszország | Joseph Bouglione                                                   |
| A Sakha Diamond Circus különdíja                                          | Yves & Ambra                           | tissue                                    | Spanyolország, Olaszország | Sergei Sargujev                                                    |
| A magyar cirkuszigazgatók zsűrijének bronz díja                           | Yves & Ambra                           | tissue                                    | Spanyolország, Olaszország | Kraj Edwárd, Varga Robert Vargas                                   |
| A magyar cirkuszigazgatók zsűrijének ezüst díja                           | Black and White Fantasy                | handstand                                 | Kína                       | Richter Richárd, Ádám Krisztina, Wertheim István, Min Ruan         |
| A Cirque du Soleil különdíja                                              | Black and White Fantasy                | handstand                                 | Kína                       | Pavel Kotov                                                        |
| Az Olaszországi Nemzetközi Cirkuszfesztivál különdíja                     | Sakha Diamond Circus                   | akrobatikus kínai karikaszám, kaucsukszám | Oroszország                | Fabio Montico                                                      |
| Budapest City Award                                                       | Sakha Diamond Circus                   | akrobatikus kínai karikaszám, kaucsukszám | Oroszország                | Karácsony Gergely, Mata Zsuzsa                                     |
| A Magyar Artistaművészek és Cirkuszi Dolgozók Szakszervezetének különdíja | Duo Tessa                              | álló sitz                                 | Magyarország               | Eötvös Tibor                                                       |
| A Közép-európai Cirkuszművészeti Egyesület (CECA) különdíja               | Herczeg Richárd                        | lengő kínai rúd                           | Magyarország               | Fekete Péter                                                       |
| A Nemzeti Színház különdíja                                               | Nat and Jo                             | kötélszám                                 | USA, Svájc                 | Fekete Péter                                                       |
| A Magyar Teátrumi Társaság különdíja                                      | Duo Togni                              | gurtni                                    | Magyarország, Olaszország  | Fekete Péter                                                       |
| A Moszkvai Nagycirkusz különdíja                                          | Kolev Sisters                          | duo emelőszám                             | Olaszország, Bulgária      | Tatjana Zapashnaia                                                 |
| A Chimelong Circus különdíja                                              | Equivokee                              | bohócok                                   | Ukrajna                    | Min Ruan                                                           |
| A magyar cirkuszigazgatók zsűrijének arany díja                           | ifj. Richter József és Merrylu Richter | pas de deux (balett lóháton)              | Magyarország               | Eötvös Loránd, Ádám Krisztina, Varga Krisztián, Tatjana Zapashnaia |

A Royal Circus különdíját Gia Eradze, az Orosz Állami Cirkusz művészeti igazgatója adta át a XIII. Budapesti Nemzetközi Cirkuszfesztivál szervezőbizottságának és Graeser Józsefnek, a Fővárosi Nagycirkusz szakmai vezetőjének.
Maka Gyula, a Fővárosi Nagycirkusz műsorvezetője és Kelly Endrész Bánlaki színésznő, énekesnő, előadóművész a XIII. Budapesti Nemzetközi Cirkuszfesztiválon nyújtott műsorvezetői munkájuk elismeréseként László Endrésztől, az általa igazgatott Blackpool Tower Circus különdíját vették át, valamint a Fővárosi Nagycirkusz zenekara kapta meg ezt a különdíjat.
A gálaműsoron az első különdíjat a fesztivál nulladik napján bemutatott Szent Boszorkány című összművészeti mesemű alkotópárosa, Kalmár Ákos és Pál Dániel Levente kapta.

## Televíziós közvetítés
Az MTVA több HD kamerával rögzítette a cirkuszfesztivál műsorát. A felvételeket először az M5, a közszolgálati műsorsugárzó kulturális csatornája közvetítette: 2020. június 6-án a „B” műsort, június 13-án az „A” műsort, és június 20-án a díjátadó gálaműsort vetítették 115–150 percben.
| „B” műsor 1. Nyitókép 2. Kolev Sisters – duo emelőszám (Olaszország, Bulgária) 3. Emelin & Zagorsky – bohócok (Fehéroroszország) 4. Fantastic Elf – álló sitz (Oroszország) 5. Yves & Ambra – tissue (Spanyolország, Olaszország) 6. Jolut Cousins – hulahopp lengőrúdon (Franciaország) 7. ifj. Richter József és Merrylu Richter – pas de deux (balett lóháton) (Magyarország) 8. MAYYA – fliegende (Oroszország) 9. Yakut Girls – kaucsukszám (Oroszország) 10. Kalashnikov Brothers – diabolo (Oroszország) 11. Duo Togni – gurtni (Magyarország, Olaszország) 12. Semyon Krachinov – zsonglőr (Oroszország) 13. Chinese National Acrobatic Troupe – hand voltige vázával (Kína) 14. Finálé | „A” műsor 1. Nyitókép 2. Duo Vitalys – erőemelő szám (Peru) 3. Duo Anastasiya – dance trapéz (Fehéroroszország) 4. Equivokee – bohócok (Ukrajna) 5. Duo Tessa – álló sitz (Magyarország) 6. Black and White Fantasy – handstand (Kína) 7. Duo Laos – páros emelőszám (Spanyolország) 8. Yakut Boys – akrobatikus kínai karikaszám (Oroszország) 9. Virtuoso 5 – lengőpiedesztál (Oroszország) 10. Equivokee – bohócok (Ukrajna) 11. Trio Black Diamond – gúlaszám (Etiópia) 12. Szlavkovszki Zsolt – dupla hammock (Magyarország) 13. Duo Parshins – hangaperzs (Oroszország) 14. Trio Attar – zsonglőrök (Kína) 15. Alania Troupe – dzsigit (Oroszország) 16. Finálé |

## Visszatérő művészek
| Előadó               | Szám                         | Ország                     | Előző év(ek) |
| -------------------- | ---------------------------- | -------------------------- | ------------ |
| Kalashnikov Brothers | diabolo                      | Oroszország                | 2018         |
| Yves & Ambra         | tissue                       | Spanyolország, Olaszország | 2014         |
| ifj. Richter József  | pas de deux (balett lóháton) | Magyarország               | 2014         |
| Merrylu Richter      | pas de deux (balett lóháton) | Magyarország               | 2014         |